# آی‌سی ۳۴۱۸
آی‌سی ۳۴۱۸ (انگلیسی: IC 3418) کهکشانی در صورت فلکی دوشیزه است. بیشتر به خاطر دم جزر و مدی‌اش که پس از برخورد این کهکشان با خوشه دوشیزه در فاصله ۵۴ میلیون سال نوری از زمین شکل گرفت، مورد توجه قرار گرفته‌است. این کهکشان محل بسیاری از مناطق انفجار ستاره است.
تصور می‌شود که آی‌سی ۳۴۱۸ از یک کهکشان کوتوله نامنظم به یک کهکشان بیضی شکل کوتوله در حال تکامل است، زیرا فشار رام محیط درون خوشه‌ای خوشه سنبله که از طریق آن در حال کاویدن است، گازهای کهکشان را شخم می‌زند، و در حالی که گاز آن را ضعیف می‌کند، خود در حالتی متمرکز است. گاز در دم جزر و مد، تشکیل «گلوله‌های آتشین» از تشکیل ستاره در پی آن است.